# Пілатус (гори)
Пілатус (нім. Pilatus; фр. Pilate) — гірський масив у швейцарських Альпах, на кордоні кантонів Обвальден, Нідвальден і Люцерн, та його головна вершина (2128,5 м, називається також Томлісхорн, нім. Tomlishorn).

## Назва
За легендою назва гори походить від імені Понтія Пілата, тому що на схилі гори нібито знаходилася його могила. Насправді в основі назви лежить латинське слово pilleatus («в повстянму капелюсі» — очевидно малася на увазі хмарна шапка навколо вершини).

## Транспорт
До вершини Пілатуса веде канатна дорога з Крієнсу. Також тут розміщена найкрутіша залізниця у світі. Щоб колеса не проковзували, вона обладнана особливим механізмом — зубчасті колеса котяться по зубчастій рейці та тягнуть поїзд вверх (див. зубчаста залізниця).

## Історія
Першим підйом на гору описав в 1555 р. Конрад Ґеснер. Присвячена всесторонньому опису гори Пілатус праця швейцарського геолога Моріца Антона Каппеллера («Pilati montis historia ab amico in Lucerna protracta etc.»; 1767) обладнана небувалими для тої епохи по точності планами гори, зробленими завдяки накладенню малюнків, виконаних з двох різних точок.

## Галерея

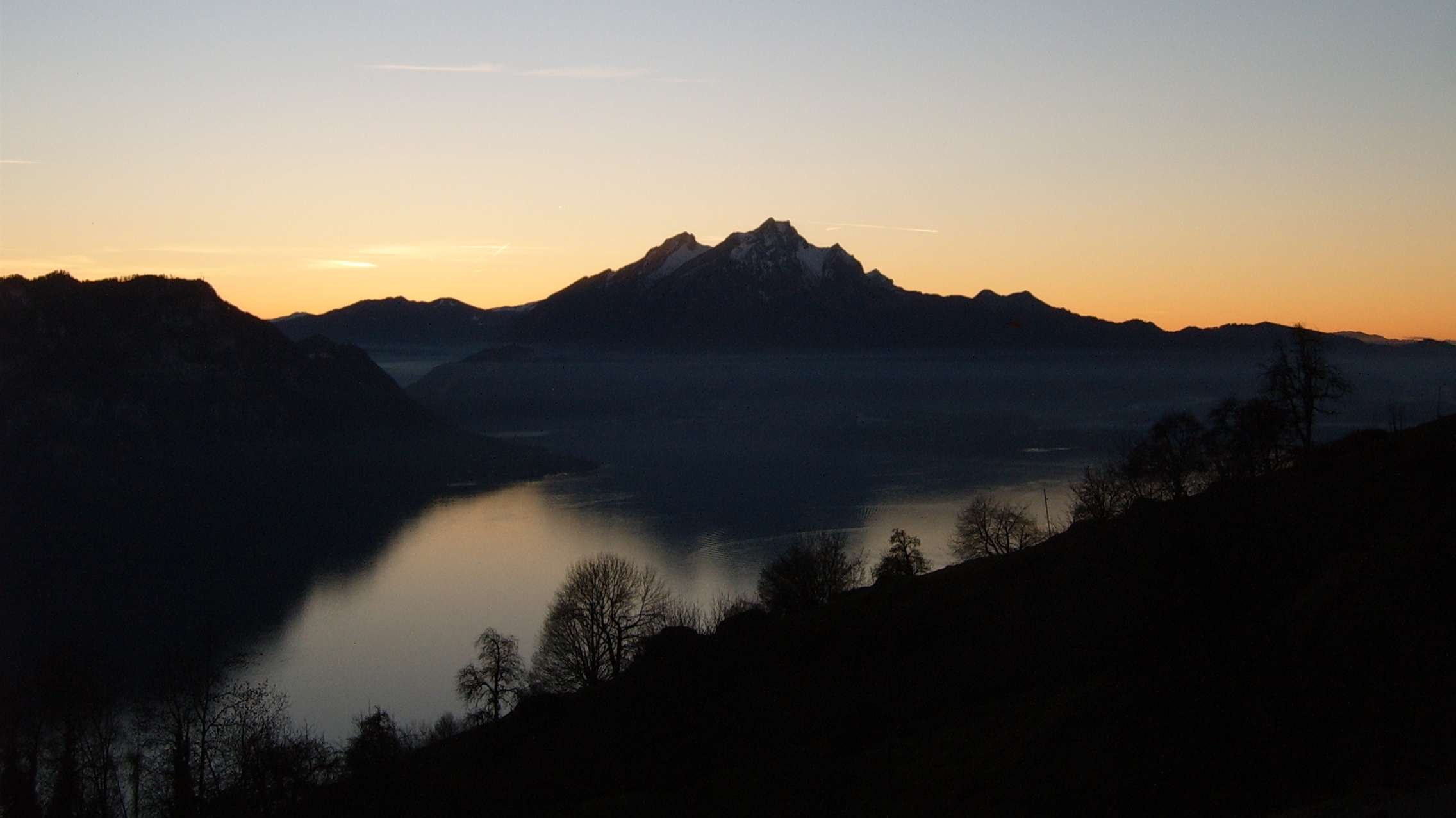
Гора Пілатус та озеро Люцерн
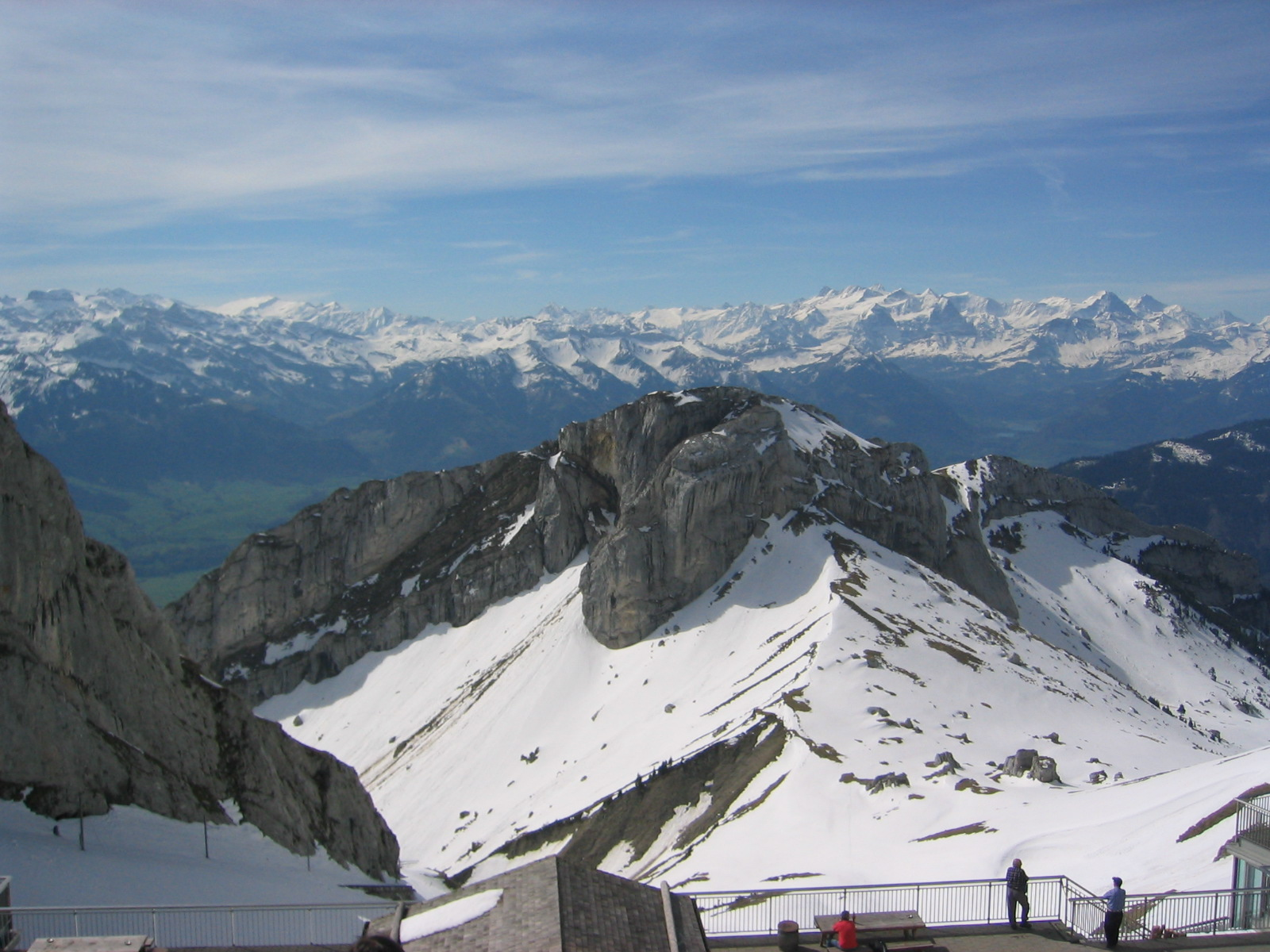
Вигляд з гірської станції
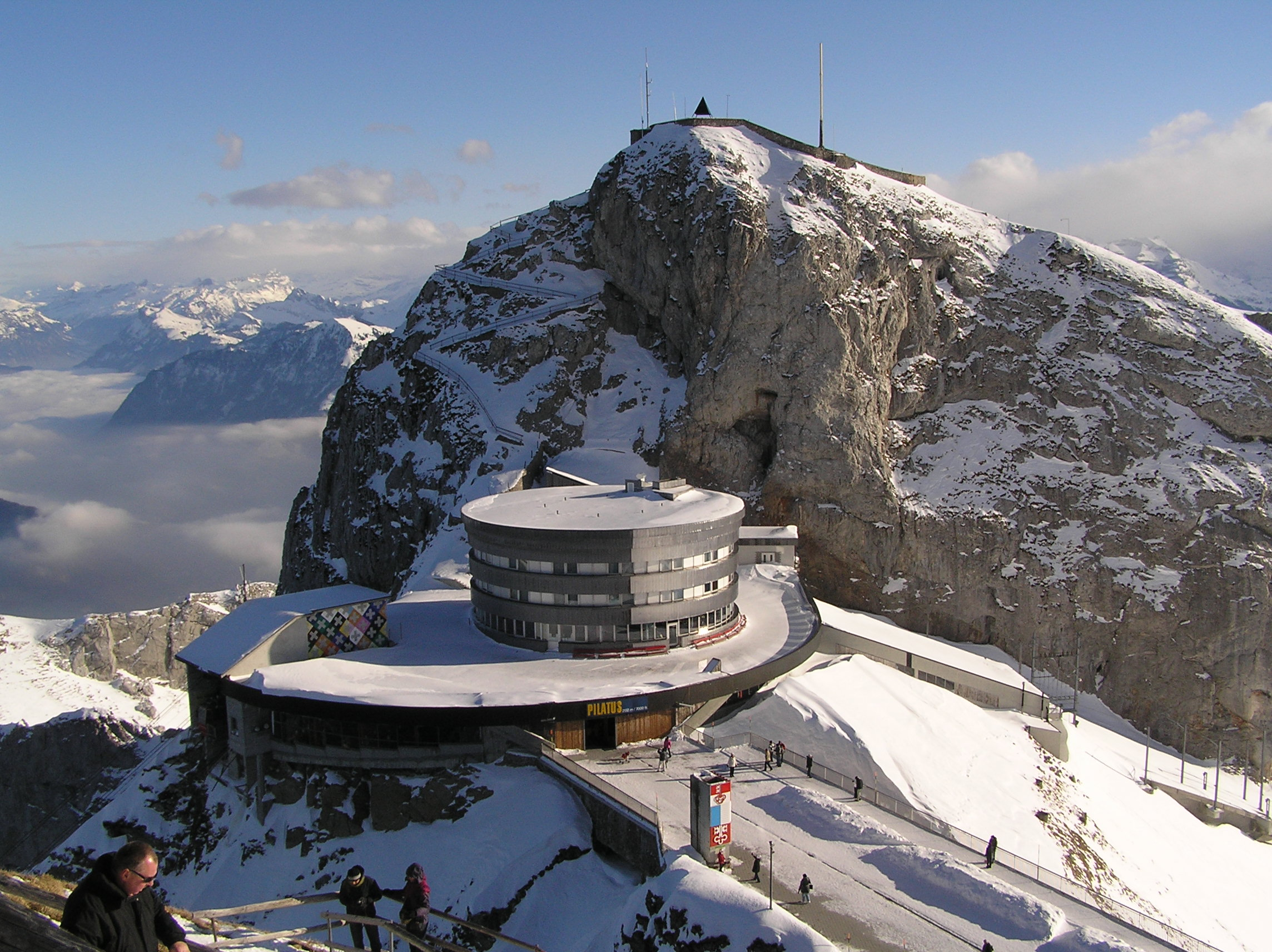
Гірська станція та готель
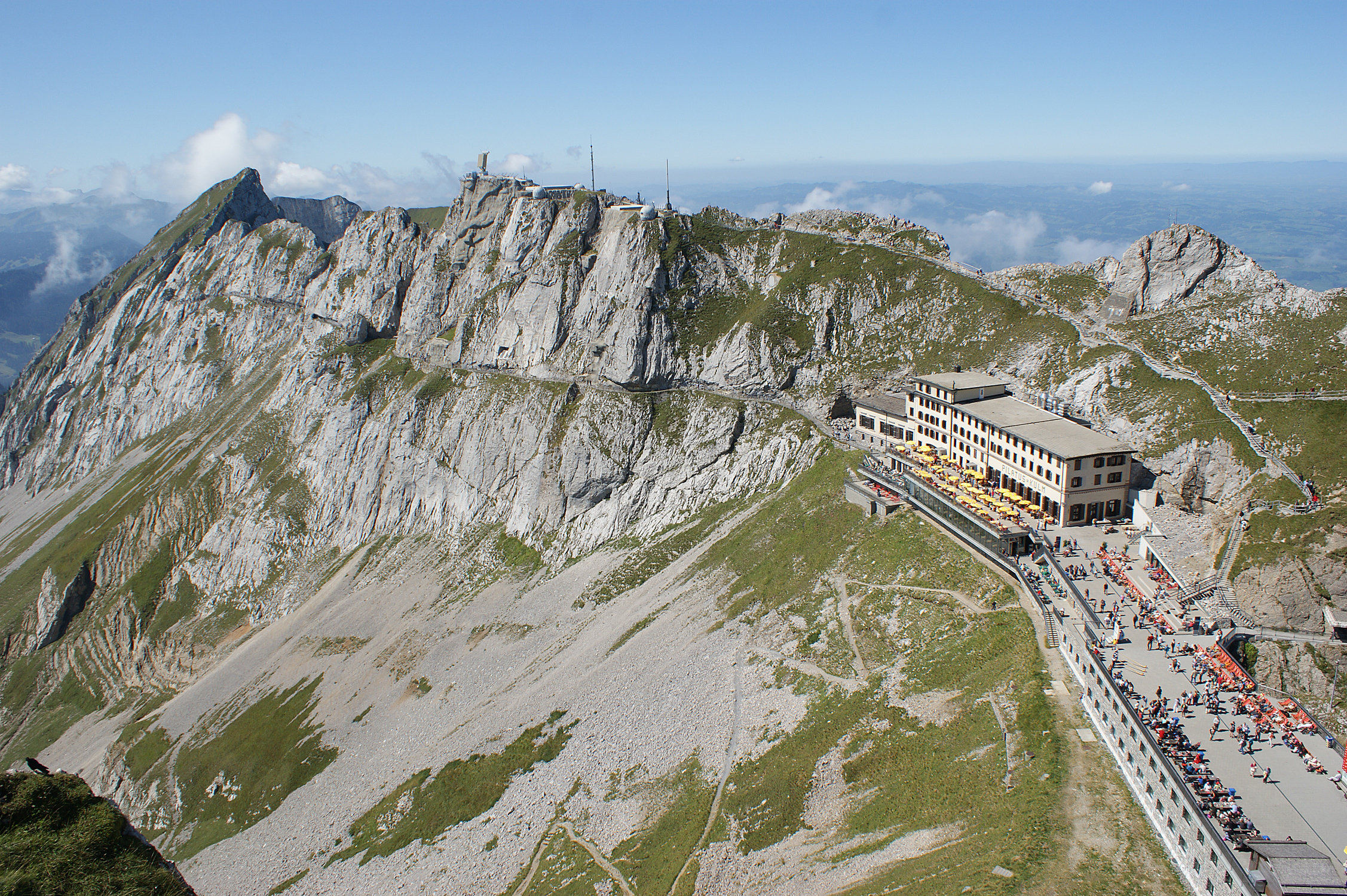
Готель Pilatus-Kulm
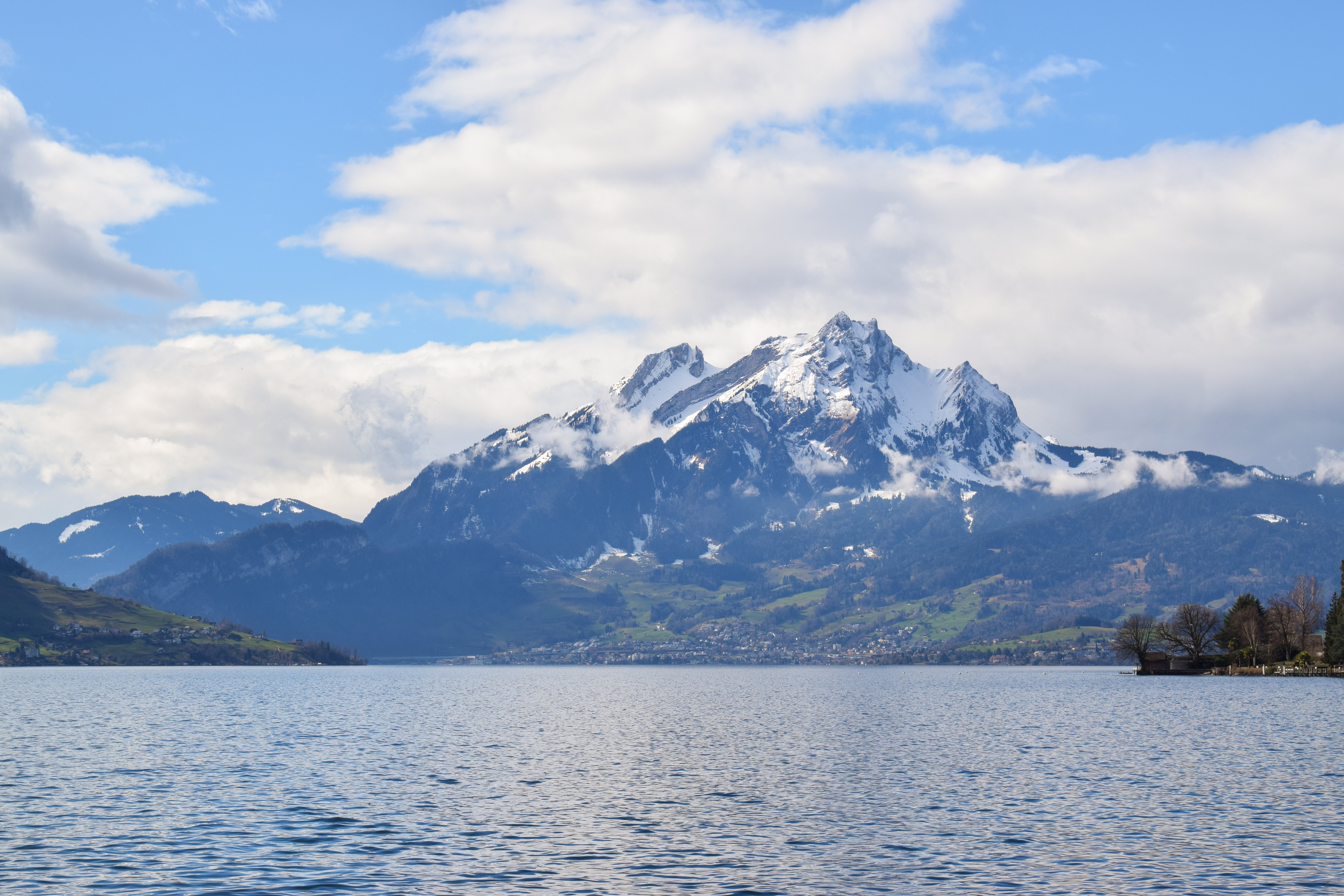